# بدفورد، کبک (شهرک)
بدفورد (به فرانسوی: Bedford) شهرکی در منطقه شهری بروم-میسیسکوا ناحیه مونترژی در استان کبک کانادا است. در سرشماری سال ۲۰۱۱ این شهرک ۲٬۶۵۶ نفر جمعیت داشته‌است و مساحت آن ۴٫۵۷ کیلومتر مربع است.